# Philematium calcaratum
Philematium calcaratum är en skalbaggsart som först beskrevs av Louis Alexandre Auguste Chevrolat 1856.  Philematium calcaratum ingår i släktet Philematium och familjen långhorningar.
Artens utbredningsområde är:
- Ghana.
- Nigeria.
- Sierra Leone.
- Togo.

Inga underarter finns listade i Catalogue of Life.